# Sun Yafang
Sun Yafang (孫亞芳T, 孙亚芳S, Sūn YàfāngP; 1955) è un'ingegnere e dirigente d'azienda cinese, presidente di Huawei dal 1999 al 2018. 
Nel 2016 è stata collocata al 38º posto tra le donne più potenti al mondo secondo Forbes.

## Biografia
Ha conseguito la laurea di primo livello presso l'Università di scienza e tecnologia elettronica della Cina (UESTC) nel 1982. In seguito ha iniziato a lavorare come tecnico presso la Xin Fei TV Manufactory, e nel 1985 è diventata ingegnere presso l'Istituto di ricerca sulla tecnologia della comunicazione di Pechino. Ha intrapreso la sua carriera presso Huawei nel 1989 ed è diventata presidente della società nel 1999.
Un rapporto del 2011 della CIA affermava che Sun lavorava per il Ministero della sicurezza dello Stato della Repubblica popolare cinese e la collegava all'Esercito Popolare di Liberazione. Nel marzo 2018 si è dimessa dalla carica di presidente di Huawei.

## Premi
Nel maggio 2012 ha ricevuto il World Telecommunication and Information Society Award dall'Unione internazionale delle telecomunicazioni. Nel 2014 si è posizionata all'81º posto tra le donne più potenti del mondo secondo Forbes.